# Aardbeving Fukushima 2021
De aardbeving voor de kust van Fukushima in de gemeente Namie gebeurde op 13 februari 2021 om 23.07 uur lokale tijd en had een kracht van 7,1 Mw.
Deze beving is bijna 10 jaar na de zeebeving Sendai 2011 met ernstige beschadigingen aan de kerncentrale Fukushima I. Mogelijk was dit nog een naschok van deze hevige beving in 2011. Miljoenen huishoudens kwamen zonder stroom te zitten. Er volgden nog enkele naschokken, maar er werd geen tsunamiwaarschuwing afgegeven. Er zijn 120 gewonden maar geen doden gemeld.